# قائمة فهرس الساعات المائية
هذه قائمة فهرسية بالأبحاث الإنجليزية وغيرها للساعات المائية.

## نظرة عامة على الساعات المائية وأدوات قياس الوقت الأخرى
بالإنجليزية:
- Barnett, Jo Ellen (1998). Time's Pendulum: From Sundials to Atomic Clocks, the Fascinating History of Timekeeping and How Our Discoveries Changed the World. New York: Plenum Press. ISBN:0-15-600649-9.
- Bruton، Eric (1979). The History of Clocks and Watches. Rizzoli. ISBN:0-8478-0261-2.
- Cowan، Harrison J. (1958). Time and Its Measurement: From the stone age to the nuclear age. Ohio: The World Publishing Company. Bibcode:1958tmfs.book.....C.
- Dohrn-van Rossum، Gerhard (1996). History of the Hour: Clocks and Modern Temporal Orders. ترجمة: Dunlap، Thomas. The University of Chicago Press. ISBN:0-226-15510-2. OCLC:33440282.
- Higgins، K.؛ Miner، D.؛ Smith، C.N.؛ Sullivan، D.B. (2004). "A Walk Through Time (version 1.2.1)". Gaithersburg, MD: National Institute of Standards and Technology. اطلع عليه بتاريخ 2022-10-13.
- Jespersen، James؛ Fitz-Randolph، Jane (1999). From Sundials to Atomic Clocks: Understanding Time and Frequency (ط. Second revised). Courier Corporation. ISBN:0-486-40913-9.
- King، David A. (يوليو 2004). "Towards a History from Antiquity to the Renaissance of Sundials and Other Instruments for Reckoning Time by the Sun and Stars". Annals of Science. ج. 61 ع. 3: 375–388. DOI:10.1080/00033790310001642795..
- Landes، D (1983). Revolution in Time. Harvard University Press.
- McNown، J.S. (1976). "When Time Flowed: The Story of the Clepsydra". La Houille Blanche. ج. 62 ع. 5: 347–353. Bibcode:1976LHBl...62..347M. DOI:10.1051/lhb/1976021. ISSN:0018-6368.
- Milham، Willis I. (1945). Time & Timekeepers including The History, Construction, Care, and Accuracy of Clocks and Watches. New York: The Macmillan Company.
- Rees، Abraham (1970). Rees's Clocks, Watches, and Chronometers 1819–20. Charles E. Tuttle Company.
- Richards، E.G. (1998). Mapping Time: The Calendar and Its History. Oxford University Press.
- Toulmin، Stephen؛ Goodhead، J. (1999). The Discovery of Time. University of Chicago Press. ISBN:0-226-80842-4.
- Turner، Anthony J. (1984). The Time Museum. Rockford, IL: The Museum. ج. I: Time Measuring Instruments, Part 3: Water-clocks, Sand-glasses, Fire-clocks. ISBN:0-912947-01-2. OCLC:159866762.

ترجمة العناوين:
- بارنيت، جو إيلين (1998). بندول الزمن: من الساعات الشمسية إلى الساعات الذرية، التاريخ المذهل لضبط الوقت وكيف غيّرت اكتشافاتنا العالم. نيويورك: دار بلنوم للنشر. ISBN 0-15-600649-9.
- بروتون، إريك (1979). تاريخ الساعات وساعات اليد. ريزولي. ISBN 0-8478-0261-2.
- كوان، هاريسون ج. (1958). الزمن وقياسه: من العصر الحجري إلى العصر النووي. أوهايو: شركة النشر العالمية. رمز المرجع: 1958tmfs.book.....C.
- دورن فان روسوم، جيرهارد (1996). تاريخ الساعة: الساعات والأنظمة الزمنية الحديثة. ترجمة: دنلاب، توماس. دار نشر جامعة شيكاغو. ISBN 0-226-15510-2. OCLC:33440282.
- هيغنز، ك.؛ ماينر، د.؛ سميث، س.ن.؛ سوليفان، د.ب. (2004). "رحلة عبر الزمن (الإصدار 1.2.1)". غايثرسبيرغ، ماريلاند: المعهد الوطني للمعايير والتكنولوجيا. اطلع عليه بتاريخ 13 أكتوبر 2022.
- جيسبرسن، جيمس؛ فيتز-راندولف، جين (1999). من الساعات الشمسية إلى الساعات الذرية: فهم الوقت والتردد (الطبعة الثانية المنقحة). شركة كورير. ISBN 0-486-40913-9.
- كينغ، ديفيد أ. (يوليو 2004). "نحو تاريخ من العصور القديمة إلى عصر النهضة للساعات الشمسية وغيرها من الأدوات لحساب الوقت بالشمس والنجوم". حوليات العلوم. ج. 61 ع. 3: 375-388. DOI:10.1080/00033790310001642795..
- لاندز، د. (1983). ثورة في الزمن. مطبعة جامعة هارفارد.
- ماكناو، ج. س. (1976). "عندما تدفق الزمن: قصة الساعة المائية". لا هويل بلانش. ج. 62 ع. 5: 347-353. رمز المرجع: 1976LHBl...62..347M. DOI:10.1051/lhb/1976021. ISSN:0018-6368.
- ميلهام، ويليس آي. (1945). الوقت وحراس الوقت، بما في ذلك تاريخ الساعات وتصنيعها والعناية بها ودقتها. نيويورك: شركة ماكميلان.
- ريس، أبراهام (1970). ساعات ريس، ساعات اليد، والكرونومتر 1819-1820. شركة تشارلز إي. تاتل.
- ريتشاردز، إي. جي. (1998). رسم خرائط الزمن: التقويم وتاريخه. مطبعة جامعة أكسفورد.
- تولمين، ستيفن؛ جودهيد، جيه. (1999). اكتشاف الزمن. مطبعة جامعة شيكاغو. ISBN 0-226-80842-4.
- تيرنر، أنتوني جيه. (1984). متحف الزمن. روكفورد، إلينوي: المتحف. ج. 1: أدوات قياس الزمن، الجزء 3: الساعات المائية، الساعات الرملية، الساعات النارية. ISBN 0-912947-01-2. OCLC: 159866762.

## الساعات المائية العربية والإسلامية
بالإنجليزية:
- Hill، Donald Routledge، المحرر (1976). Archimedes' On the Construction of Water-Clocks. Paris: Turner & Devereux.
- Hill، D.R. (1981). Arabic Water–Clocks. Syria: University of Aleppo.
- al-Hassan، Ahmad Y.؛ Hill، Donald R. (1986). Islamic Technology: An Illustrated History. Cambridge University Press. ISBN:0-521-26333-6. OCLC:13332728.
- Hill، Donald Routledge (1998). Studies in Medieval Islamic Technology: From Philo to Al-Jazari - from Alexandria to Diyar Bakr. Collected Studies Series 555. Aldershot, England: Ashgate. ISBN:978-0860786061.
- King، David A. (1990). "'Mikat', Astronomical Timekeeping". The Encyclopaedia of Islam. Brill. ج. 7. (Reprinted in King، David A (1993). "Chapter V". Astronomy in the Service of Islam Variorum.)

ترجمة العناوين:
- هيل، دونالد روتليدج، المحرر (1976). أرخميدس في بناء الساعات المائية. باريس: تيرنر وديفرو.
- هيل، د. ر. (1981). الساعات المائية العربية. سوريا: جامعة حلب.
- الحسن، أحمد ي.؛ هيل، دونالد ر. (1986). التكنولوجيا الإسلامية: تاريخ مصور. مطبعة جامعة كامبريدج. ISBN 0-521-26333-6. OCLC: 13332728.
- هيل، دونالد روتليدج (1998). دراسات في التكنولوجيا الإسلامية في العصور الوسطى: من فيلو إلى الجزري - من الإسكندرية إلى ديار بكر. سلسلة الدراسات المجمعة 555. ألدرشوت، إنجلترا: أشجيت. ISBN 978-0860786061.
- كينغ، ديفيد أ. (1990). "الميقات"، ضبط الوقت الفلكي. موسوعة الإسلام. بريل. ج. 7. (أعيد طبعه في كينج، ديفيد أ. (1993). "الفصل الخامس". علم الفلك في خدمة الإسلام.

## الساعات المائية البابلية
بالإنجليزية:
- Englund، R.K. (1988). "Administrative Timekeeping in Ancient Mesopotamia" (PDF). Journal of the Economic and Social History of the Orient. ج. XXXI ع. 31: 121–185. DOI:10.1163/156852088X00070. مؤرشف من الأصل (PDF) في 2006-08-08.
- Fermor، John؛ Steele، John M. (يوليو 2000). "The design of Babylonian waterclocks: Astronomical and experimental evidence". Centaurus. ج. 42 ع. 3: 210–222. Bibcode:2000Cent...42..210F. DOI:10.1034/j.1600-0498.2000.420303.x.
- Høyrup، J. (1997–1998). "A Note on Waterclocks and the Authority of Texts" (PDF). Archiv für Orientforschung. 44/45: 192–194. مؤرشف من الأصل (PDF) في 2024-12-31.
- Michel-Nozières، C. (يوليو 2000). "Second Millennium Babylonian Water Clocks: a physical study". Centaurus. ج. 42 ع. 3: 180–209. Bibcode:2000Cent...42..180M. DOI:10.1034/j.1600-0498.2000.420302.x.
- Neugebauer، Otto (1947). "Studies in Ancient Astronomy. VIII. The Water Clock in Babylonian Astronomy". Isis. ج. 37 ع. 1/2: 37–43. DOI:10.1086/347965. PMID:20247883. S2CID:120229480. (Reprinted in Neugebauer، Otto (1983). Astronomy and History: Selected Essays. ص. 239–245.)
- Price، Derek deSolla (1976). Science Since Babylon. New Haven: Yale University Press.
- Teresi، Dick (2002). Lost Discoveries: The Ancient Roots of Modern Science – from the Babylonians to the Maya. New York: Simon & Schuster.
- van der Waerden، Bartel Leendert (1951). "Babylonian Astronomy: III. The Earliest Astronomical Computations". Journal of Near Eastern Studies. ج. 10: 20–34. DOI:10.1086/371009. S2CID:222450259.

ترجمة العناوين:
- إنجلوند، ر. ك. (1988). "ضبط الوقت الإداري في بلاد ما بين النهرين القديمة" (ملف PDF). مجلة التاريخ الاقتصادي والاجتماعي للشرق. ج. XXXI ع. 31: 121-185. DOI:10.1163/156852088X00070.
- فيرمور، جون؛ ستيل، جون م. (يوليو 2000). "تصميم الساعات المائية البابلية: أدلة فلكية وتجريبية". سنتوروس. ج. 42 ع. 3: 210-222. رمز المرجع: 2000Cent...42..210F. DOI:10.1034/j.1600-0498.2000.420303.x. هويروب، ج. (1997-1998). "ملاحظة حول الساعات المائية وسلطة النصوص" (ملف PDF). أرشيف البحوث الشرقية. 44/45: 192-194.
- ميشيل-نوزيريس، س. (يوليو 2000). "الساعات المائية البابلية في الألفية الثانية: دراسة فيزيائية". سنتوروس. ج. 42 ع. 3: 180-209. رمز المرجع: 2000Cent...42..180M. DOI:10.1034/j.1600-0498.2000.420302.x.
- نويجباور، أوتو (1947). "دراسات في علم الفلك القديم. المجلد الثامن. الساعة المائية في علم الفلك البابلي". إيزيس. ج. 37 ع. 1/2: 37–43. DOI:10.1086/347965. PMID 20247883. S2CID:120229480. (أعيد طبعه في Neugebauer، Otto (1983). علم الفلك والتاريخ: مقالات مختارة. ص. 239–245.)
- برايس، ديريك ديسولا (1976). العلم منذ بابل. نيو هافن: مطبعة جامعة ييل.
- تيريسي، ديك (2002). الاكتشافات المفقودة: الجذور القديمة للعلم الحديث - من البابليين إلى المايا. نيويورك: Simon & Schuster.
- فان دير وايردن، بارتل ليندرت (1951). "علم الفلك البابلي: الجزء الثالث. أقدم الحسابات الفلكية". مجلة دراسات الشرق الأدنى. ج. 10: 20–34. دوى:10.1086/371009. S2CID:222450259.

## الساعات المائية الصينية
بالإنجليزية:
- Lorch، Richard P. (يونيو 1981). "Al-Khazini's Balance-clock and the Chinese Steelyard Clepsydra". Archives Internationales d'Histoire des Sciences. ج. 31: 183–189.
- Needham، Joseph؛ Ling، W.؛ de Solla Price، D.J. (1986). Heavenly Clockwork: The Great Astronomical Clocks of Medieval China (ط. 2nd). CUP Archive. ISBN:0-521-32276-6.
- Needham، Joseph (1986). Science & Civilization in China: Volume 4, Physics and Physical Technology, Part 2, Mechanical Engineering. Taipei: Caves Books.
- Needham، Joseph (1995). Science & Civilisation in China: Volume 3, Mathematics and the Sciences of the Heavens and the Earth. Cambridge University Press. ISBN:0-521-05801-5. OCLC:153247126.
- Needham، Joseph (2000). Science & Civilisation in China: Volume 4, Physics and Physical Technology, Part 2, Mechanical Engineering. Cambridge University Press. ISBN:0-521-05803-1. OCLC:153247141.
- Quan، He Jun (13–16 نوفمبر 1985). "Research on scale and precision of the water clock in ancient China". في G. Swarup؛ A. K. Bag؛ K. S. Shukla (المحررون). Proceedings of the International Astronomical Union Colloquium No. 91, New Delhi. Cambridge: Cambridge University Press (نُشِر في 1987). ص. 57–61. ISBN:0-521-34659-2.
- Walsh، Jennifer Robin (21 مايو 2004). "Ancient Chinese Astronomical Technologies". American Physical Society, 6th Annual Northwest Section Meeting, 21–22 May 2004. http://flux.aps.org/meetings/YR04/NWS04/baps/Program.html (Poster). Pullman, WA. مؤرشف من الأصل في 2024-12-13. {{استشهاد بمنشورات مؤتمر}}: |مسار المؤتمر= بحاجة لعنوان (مساعدة)

ترجمة العناوين:
- لورش، ريتشارد ب. (يونيو 1981). "ساعة الخازني وساعة القيثار الصينية المائية". الأرشيف الدولي لتاريخ العلوم. ج. 31: 183-189.
- نيدهام، جوزيف؛ لينغ، و.؛ دي سولا برايس، دي. جيه. (1986). آلية الساعة السماوية: الساعات الفلكية العظيمة في الصين في العصور الوسطى (الطبعة الثانية). أرشيف جامعة كامبريدج. ISBN 0-521-32276-6.
- نيدهام، جوزيف (1986). العلوم والحضارة في الصين: المجلد 4، الفيزياء والتكنولوجيا الفيزيائية، الجزء 2، الهندسة الميكانيكية. تايبيه: كتب الكهوف.
- نيدهام، جوزيف (1995). العلوم والحضارة في الصين: المجلد 3، الرياضيات وعلوم السماوات والأرض. مطبعة جامعة كامبريدج. ISBN 0-521-05801-5. OCLC:153247126.
- نيدهام، جوزيف (2000). العلوم والحضارة في الصين: المجلد 4، الفيزياء والتكنولوجيا الفيزيائية، الجزء 2، الهندسة الميكانيكية. مطبعة جامعة كامبريدج. ISBN 0-521-05803-1. OCLC:153247141.
- كوان، هي جون (13-16 نوفمبر 1985). جي. سواروب؛ أ. ك. باغ؛ ك. س. شوكلا (المحررون). بحث في مقياس ودقة الساعة المائية في الصين القديمة. وقائع ندوة الاتحاد الفلكي الدولي رقم 91، نيودلهي. كامبريدج: مطبعة جامعة كامبريدج (نُشِر في 1987). ص. 57-61. ISBN 0-521-34659-2.
- والش، جينيفر روبن (٢١ مايو ٢٠٠٤). التقنيات الفلكية الصينية القديمة. الجمعية الفيزيائية الأمريكية، الاجتماع السنوي السادس للقسم الشمالي الغربي، ٢١-٢٢ مايو ٢٠٠٤ (ملصق). بولمان، واشنطن.

## الساعات المائية المصرية
بالإنجليزية:
- Clagett، Marshall (1995). Ancient Egyptian Science. American Philosophical Society. ج. II: Calendars, Clocks, and Astronomy. ص. 457–462. ISBN:0-87169-214-7.
- Cotterell، B.؛ Dickson، F.P.؛ Kamminga، J. (1986). "Ancient Egyptian Water-clocks: A Reappraisal". Journal of Archaeological Science. ج. 13 ع. 1: 31–50. Bibcode:1986JArSc..13...31C. DOI:10.1016/0305-4403(86)90025-7.
- Cotterell، Brian؛ Kamminga، Johan (1990). Mechanics of pre-industrial technology: An introduction to the mechanics of ancient and traditional material culture. Cambridge University Press. ISBN:0-521-42871-8. OCLC:18520966.
- Fermor، John (1997). "Timing the Sun in Egypt and Mesopotamia". Vistas in Astronomy. ج. 41 ع. 1: 157–167. Bibcode:1997VA.....41..157F. DOI:10.1016/S0083-6656(96)00069-4.
- Neugebauer، Otto؛ Parker، Richard A. (1969). Egyptian Astronomical Texts. Providence, RI: Brown University Press/Lund Humphries. ج. III: Decans, Planets, Constellations, and Zodiacs.
- Pogo، Alexander (1936). "Egyptian water clocks". Isis. ج. 25 ع. 2: 403–425. DOI:10.1086/347090. S2CID:122385803. (Reprinted in Mayr، Otto، المحرر (1976). Philosophers and Machines. Science History Publications.)
- Sloley، R.W. (1924). "Ancient Clepsydrae". Ancient Egypt: 43–50.
- Sloley، R.W. (1931). "Primitive methods of measuring time". JEA. ج. 17: 174–176.

ترجمة العناوين:
كلاجيت، مارشال (1995). علم المصريات القديمة. الجمعية الفلسفية الأمريكية. ج. II: التقاويم والساعات وعلم الفلك. ص. 457-462. ISBN 0-87169-214-7.
كوتيريل، ب.؛ ديكسون، ف. ب.؛ كامينغا، ج. (1986). "الساعات المائية المصرية القديمة: إعادة تقييم". مجلة العلوم الأثرية. ج. 13 ع. 1: 31-50. رمز المرجع: 1986JArSc..13...31C. DOI:10.1016/0305-4403(86)90025-7.
كوتيريل، برايان؛ كامينغا، يوهان (1990). ميكانيكا تكنولوجيا ما قبل الصناعة: مقدمة لميكانيكا الثقافة المادية القديمة والتقليدية. مطبعة جامعة كامبريدج. ISBN 0-521-42871-8. OCLC:18520966.
فيرمور، جون (1997). "توقيت الشمس في مصر وبلاد ما بين النهرين". آفاق في علم الفلك. ج. 41 ع. 1: 157-167. رمز المرجع: 1997VA.....41..157F. DOI:10.1016/S0083-6656(96)00069-4.
نويجباور، أوتو؛ باركر، ريتشارد أ. (1969). نصوص فلكية مصرية. بروفيدنس، رود آيلاند: مطبعة جامعة براون/لوند همفريز. ج. III: العشرية، الكواكب، الأبراج، ودوائر الأبراج. بوغو، ألكسندر (1936). "الساعات المائية المصرية". إيزيس. ج. 25 ع. 2: 403-425. DOI:10.1086/347090. S2CID:122385803. (أعيد طبعه في ماير، أوتو، المحرر (1976). الفلاسفة والآلات. منشورات تاريخ العلوم.)
سلولي، ر. و. (1924). "الساعات المائية القديمة". مصر القديمة: 43-50.
سلولي، ر. و. (1931). "الطرق البدائية لقياس الوقت". مجلة الهندسة الكهربائية. ج. 17: 174-176.

## الساعات المائية الأوروبية
بالإنجليزية:
- Bedini، S.A. (1962). "The Compartmented Cylindrical Clepsydra". Technology and Culture. ج. 3 ع. 2: 115–141. DOI:10.2307/3101437. ISSN:0040-165X. JSTOR:3101437. S2CID:112844914.
- Drover، C.B. (1954). "A Medieval Monastic Water Clock". Antiquarian Horology. ج. I ع. 5: 54–58.
- Hill، Donald Routledge (1996). A History of Engineering in Classical and Medieval Times. La Salle, IL: Open Court. ISBN:0-415-15291-7.
- Hill، D.R (1994). "The Toledo Water-Clocks of c.1075". History of Technology. ج. 16: 62–71.
- Maddison, Francis; Scott, Byan; Kent, Allan (1962). "An early medieval water-clock". Antiquarian Horology. 3, n. 12: 348–353.{{استشهاد بدورية محكمة}}:  صيانة الاستشهاد: أسماء متعددة: قائمة المؤلفين (link)
- Scattergood، John. (أكتوبر 2003). "Writing the clock: the reconstruction of time in the late Middle Ages". European Review. ج. 11 ع. 4: 453–474. DOI:10.1017/S1062798703000425. S2CID:145056908.

ترجمة العناوين:
- بيديني، س. أ. (1962). "الساعة المائية الأسطوانية المُقسّمة". التكنولوجيا والثقافة. ج. 3 ع. 2: 115-141. DOI:10.2307/3101437. ISSN:0040-165X. JSTOR:3101437. S2CID:112844914.
- دروفر، س. ب. (1954). "ساعة مائية رهبانية من العصور الوسطى". علم الساعات القديمة. ج. 1 ع. 5: 54-58.
- هيل، دونالد روتليدج (1996). تاريخ الهندسة في العصور الكلاسيكية والعصور الوسطى. لا سال، إلينوي: أوبن كورت. ISBN 0-415-15291-7.
- هيل، د. ر. (1994). “الساعات المائية في توليدو عام 1075”. تاريخ التكنولوجيا. ج.16: 62-71.
- ماديسون، فرانسيس؛ سكوت، بيان؛ كينت آلان (1962). “ساعة مائية مبكرة في العصور الوسطى”. علم الساعات الأثرية. 3، ن. 12: 348–353: صيانة الاستشهاد: أسماء: قائمة متعددة للمؤلفين (رابط)
- سكاترجود، جون. (أكتوبر 2003). “كتابة الساعة: إعادة بناء الزمن في أواخر العصور الوسطى”. المراجعة الأوروبية. ج.11 ع.4: 453-474. دوى:10.1017/S1062798703000425. S2CID:145056908.

## الساعات المائية اليونانية والإسكندرية
بالإنجليزية:
- Hill، Donald Routledge، المحرر (1976). Archimedes' On the Construction of Water-Clocks. Paris: Turner & Devereux.
- Lepschy، Antonio M. (فبراير 1992). "Feedback Control in Ancient Water and Mechanical Clocks". IEEE Transactions on Education. ج. 35 ع. 1: 3–10. Bibcode:1992ITEdu..35....3L. DOI:10.1109/13.123411.
- Lewis، Michael (2000). "Theoretical Hydraulics, Automata, and Water Clocks". في Wikander، Örjan (المحرر). Handbook of Ancient Water Technology. Technology and Change in History. Leiden. ج. 2. ص. 343–369 (356f.). ISBN:90-04-11123-9.{{استشهاد بكتاب}}:  صيانة الاستشهاد: مكان بدون ناشر (link)
- Noble، J.V.؛ de Solla Price، D. J. (1968). "The Water clock in the Tower of the Winds". American Journal of Archaeology. ج. 72 ع. 4: 345–355. DOI:10.2307/503828. JSTOR:503828. S2CID:193112893.
- The Pneumatics of Hero of Alexandria. ترجمة: Woodcroft، Bennet. London: Taylor Walton and Maberly. 1851. Bibcode:1851phal.book.....W.
- Vitruvius، P. (1960). The Ten Books on Architecture. ترجمة: Morgan، M.H. New York: Dover Publications.

ترجمة العناوين:
- هيل، دونالد روتليدج، المحرر (1976). أرخميدس في بناء الساعات المائية. باريس: تيرنر وديفيروكس.
- ليبشي، أنطونيو م. (فبراير 1992). "التحكم بالتغذية الراجعة في الساعات المائية والميكانيكية القديمة". معاملات معهد مهندسي الكهرباء والإلكترونيات في التعليم. ج. 35 ع. 1: 3-10. رمز المرجع: 1992ITEdu..35....3L. DOI:10.1109/13.123411
- لويس، مايكل (2000). "الهيدروليكا النظرية، والأتمتة، والساعات المائية". في ويكاندر، أورجان (المحرر). دليل تكنولوجيا المياه القديمة. التكنولوجيا والتغيير في التاريخ. لايدن. ج. 2. ص. 343-369 (356 وما بعدها). رقم ISBN 90-04-11123-9. {{استشهاد بكتاب}}: استشهاد فارغ! (مساعدة): صيانة الاستشهاد: مكان بدون ناشر (رابط)
- نوبل، جي في؛ دي سولا برايس، دي جي (1968). “الساعة المائية في برج الرياح”. المجلة الأمريكية لعلم الآثار. ج.72 ع.4: 345-355. دوى:10.2307/503828. جستور:503828. S2CID:193112893. علم الخصائص الهوائية لبطل الإسكندرية. ترجمة: وودكروفت، بينيت. لندن: تايلور والتون ومابيرلي. 1851. بيب كود:1851phal.book .....دبليو. فيتروفيوس، ب. (1960). الكتب العشرة في العمارة. ترجمة: مورغان، م.ح. نيويورك: منشورات دوفر.

## الساعات المائية الهندية
بالإنجليزية:
- Achar، N (1998). "On the Vedic origin of the ancient mathematical astronomy of India". Journal of Studies on Ancient India. ج. 1: 95–108.
- Fleet، J. F. (1915). "The ancient Indian water clock". Journal of the Royal Asiatic Society: 213–230.
- Kumar، Narendra (2004). Science in Ancient India. Anmol Publications. ISBN:81-261-2056-8.
- Pingree، D. (1973). "The Mesopotamian origin of early Indian mathematical astronomy". Journal for the History of Astronomy. ج. 4: 1–12. Bibcode:1973JHA.....4....1P. DOI:10.1177/002182867300400102. S2CID:125228353.
- Pingree، D. (1976). "The recovery of early Greek astronomy from India". Journal for the History of Astronomy. ج. 7 ع. 2: 109–123. Bibcode:1976JHA.....7..109P. DOI:10.1177/002182867600700202. S2CID:68858864.

ترجمة العناوين:
- أشار، ن. (1998). "حول الأصل الفيدي لعلم الفلك الرياضي الهندي القديم". مجلة دراسات الهند القديمة. ج. 1: 95-108.
- فليت، ج. ف. (1915). "الساعة المائية الهندية القديمة". مجلة الجمعية الملكية الآسيوية: 213-230.
- كومار، ناريندرا (2004). العلوم في الهند القديمة. منشورات أنمول. ISBN 81-261-2056-8.
- بينغري، د. (1973). "الأصل الرافديني لعلم الفلك الرياضي الهندي المبكر". مجلة تاريخ علم الفلك. ج. 4: 1-12. رمز المرجع: 1973JHA.....4....1P. DOI:10.1177/002182867300400102. S2CID:125228353.
- بينغري، د. (1976). "استعادة علم الفلك اليوناني القديم من الهند". مجلة تاريخ علم الفلك. ج. 7 ع. 2: 109-123. رمز المرجع: 1976JHA.....7..109P. DOI:10.1177/002182867600700202. S2CID:68858864.

## الساعات المائية الكورية
بالإنجليزية
- Hong، Sungook (يوليو 1998). "Book Review: Korean Water-Clocks: "Chagyongnu", the Striking Clepsydra, and the History of Control and Instrumentation Engineering". Technology and Culture. ج. 39 ع. 3: 553–555.
- Nam، Moon-Hyon (1990). "Chagyongnu: The Automatic Striking Water clock". Korea Journal. ج. 30 ع. 7: 9–21.
- Nam، Moon-Hyon؛ Jeon، San-Woon (6–11 أكتوبر 1993). "Timekeeping Systems of Early Choson Dynasty". First International Conference on Oriental Astronomy, From Guo Shoujing to King Sejong, Seoul. Seoul: Yonsei University Press (نُشِر في 1997). ص. 305–324.
- Needham، Joseph؛ Major، John S.؛ Lu، Gwei-Djen (1986). Hall of Heavenly Records: Korean Astronomical Instruments and Clocks, 1380–1780. Cambridge University Press. ISBN:0-521-30368-0.
- From the Veritable Records of the Joseon Dynasty [الإنجليزية]:
  - Hyeonjong Shillock (Veritable Records of King Hyeonjong), 1669
  - Jungjong Shillok (Veritable Records of King Jungjong), 1536.
  - Sejong Shillock (Veritable Records of King Sejong), Chapter. 65, AD 1434 and Chapter. 80, AD 1438.

ترجمة العناوين:
- هونغ، سونغ كوك (يوليو 1998). "مراجعة كتاب: الساعات المائية الكورية: "تشاغيونغنو"، الساعة المائية الضاربة، وتاريخ هندسة التحكم والأجهزة". التكنولوجيا والثقافة. ج. 39 ع. 3: 553-555.
- نام، مون هيون (1990). "تشاغيونغنو: الساعة المائية الضاربة الأوتوماتيكية". مجلة كوريا. ج. 30 ع. 7: 9-21.
- نام، مون هيون؛ جيون، سان وون (6-11 أكتوبر 1993). أنظمة ضبط الوقت في عهد أسرة تشوسون المبكرة. المؤتمر الدولي الأول لعلم الفلك الشرقي، من غو شو جينغ إلى الملك سيجونغ، سيول. سيول: مطبعة جامعة يونسي (نُشِر في 1997). ص. 305-324.
- نيدهام، جوزيف؛ ميجور، جون س.؛ لو، غوي-جين (١٩٨٦). قاعة السجلات السماوية: الآلات والساعات الفلكية الكورية، ١٣٨٠-١٧٨٠. مطبعة جامعة كامبريدج. ISBN ٠-٥٢١-٣٠٣٦٨-٠. من السجلات الحقيقية لسلالة جوسون [الإنجليزية]:
  - هيونجونغ شيلوك (السجلات الحقيقية للملك هيونجونغ)، ١٦٦٩
  - جونغجونغ شيلوك (السجلات الحقيقية للملك جونغجونغ)، ١٥٣٦.
  - سيجونغ شيلوك (السجلات الحقيقية للملك سيجونغ)، الفصل ٦٥، ١٤٣٤ م والفصل ٨٠، ١٤٣٨ م.

## ساعات المياه في بلاد الرافدين
بالإنجليزية:
- Brown، David R.؛ Fermor، John؛ Walker، Christopher B.F. (1999–2000). "The Water Clock in Mesopotamia". Archiv für Orientforschung ع. 46/47.
- Chadwick، R. (1984). "The Origins of Astronomy and Astrology in Mesopotamia". Archaeoastronomy. BULL. CTR ARCH. ج. 7 ع. 1–4: 89. Bibcode:1984Arch....7...89C.
- Fermor، John (1997). "Timing the Sun in Egypt and Mesopotamia". Vistas in Astronomy. ج. 41 ع. 1: 157–167. Bibcode:1997VA.....41..157F. DOI:10.1016/S0083-6656(96)00069-4.
- Walker، Christopher؛ Britton، John (1996). "Astronomy and Astrology in Mesopotamia". في Walker، C. (المحرر). Astronomy Before the Telescope. London: British Museum Press. ص. 42–67.

ترجمة العناوين:
- براون، ديفيد ر.؛ فيرمور، جون؛ ووكر، كريستوفر ب. ف. (1999-2000). "الساعة المائية في بلاد ما بين النهرين". أرشيف البحوث الشرقية، ص. 46/47.
- تشادويك، ر. (1984). "أصول علم الفلك والتنجيم في بلاد ما بين النهرين". علم الفلك الأثري. مجلة CTR ARCH. ج. 7 ع. 1-4: 89. رمز المرجع: 1984Arch....7...89C.
- فيرمور، جون (1997). "توقيت الشمس في مصر وبلاد ما بين النهرين". آفاق في علم الفلك. ج. 41 ع. 1: 157-167. رمز المرجع: 1997VA.....41..157F. DOI:10.1016/S0083-6656(96)00069-4.
- ووكر، كريستوفر؛ بريتون، جون (1996). "علم الفلك والتنجيم في بلاد ما بين النهرين". في ووكر، س. (المحرر). علم الفلك قبل التلسكوب. لندن: مطبعة المتحف البريطاني. ص. 42-67.

## ساعات مائية روسية قديمة
بالإنجليزية:
- Vodolazhskaya، Larisa N.؛ Usachuk، Anatoliy N.؛ Nevsky، Mikhail Yu (2015). "Clepsydra of the Bronze Age from the Central Donbass" (PDF). Archaeoastronomy and Ancient Technologies. ج. 3 ع. 1: 65–87. DOI:10.24411/2310-2144-2015-00010. مؤرشف من الأصل (PDF) في 2023-03-28.

ترجمة العناوين:
- فودولازسكايا، لاريسا ن.؛ أوساشوك، أناتولي ن.؛ نيفسكي، ميخائيل يو (2015). "ساعة مائية من العصر البرونزي من وسط دونباس" (ملف PDF). علم الفلك الأثري والتقنيات القديمة. ج. 3 ع. 1: 65-87. DOI:10.24411/2310-2144-2015-00010.

## الساعات المائية الحديثة
بالإنجليزية:
- Gitton، Bernard (يونيو 1989). ""Time, like an everflowing stream." Trans. Mlle. Annie Chadeyron. Ed. Anthony Randall". Horological Journal. ج. 131 ع. 12: 18–20.
- Taylor، Robert (15 مارس 2006). "Taiwan's Biggest Cuckoo Clock?: Recreating an Astronomical Timepiece". Sinorama Magazine. مؤرشف من الأصل في 2016-03-05. اطلع عليه بتاريخ 2021-10-14.
- Xuan، Gao (18–21 أغسطس 2003). "Principle Research and Reconstruction Experiment of the Astronomical Clock Tower in Ancient China". 11th World Congress in Mechanism and machine Science. Tianjin, China.

ترجمة العناوين:
- جيتون، برنارد (يونيو 1989). ""الوقت، مثل تيار متدفق دائمًا." Trans. Mlle. Annie Chadeyron. Ed. أنتوني راندال". مجلة الساعات. ج.131 ع.12: 18-20.
- تايلور، روبرت (15 مارس 2006). “أكبر ساعة كوكو في تايوان ؟: إعادة إنشاء ساعة فلكية”. مجلة سينوراما. مؤرشف من الأصل في 05-03-2016. اطلع عليه بتاريخ 2021-10-14.
- شوان، جاو (18-21 أغسطس 2003). تجربة البحث وإعادة البناء الأساسية لبرج الساعة الفلكية في الصين القديمة. المؤتمر العالمي الحادي عشر للميكانيكا وعلوم الآلة. تيانجين، الصين.

## مواضيع أخرى حول الساعات المائية والمواد ذات الصلة
بالإنجليزية:
- Goodenow، Jennifer؛ Orr، Richard؛ Ross، David (2007)، Mathematical Models of Water Clocks (PDF)، Rochester Institute of Technology، مؤرشف من الأصل (PDF) في 2016-10-20
- Landels، John G. (1979). "Water-Clocks and Time Measurement in Classical Antiquity". Endeavour. ج. 3 ع. 1: 32–37. DOI:10.1016/0160-9327(79)90007-3. ISSN:0160-9327.
- Mills، A. A. (1982). "Newton's Water Clocks and the Fluid Mechanics of Clepsydrae". Notes and Records of the Royal Society of London. ج. 37 ع. 1: 35–61. DOI:10.1098/rsnr.1982.0004. ISSN:0035-9149. JSTOR:531476. S2CID:145355791.
- Neugebauer، Otto (1969) [1957]. The Exact Sciences in Antiquity (ط. 2). Dover Publications. ج. 9. ص. 1–191. ISBN:978-0-486-22332-2. PMID:14884919. {{استشهاد بكتاب}}: |صحيفة= تُجوهل (مساعدة)
- Sarma، S.R. (2004). "Setting up the Water Clock for Telling the Time of Marriage". في Ch. Burnett؛ J.P. Hogendijk؛ K. Plofker؛ M. Yano (المحررون). Studies in the History of the Exact Sciences in Honour of David Pingree. Leiden: Brill. ص. 302–330. ISBN:978-9004132023.
- Snell، Daniel (1997). Life in the Ancient Near East, 3100-332 B.C.E. Yale University Press. ISBN:0-300-07666-5.

ترجمة العناوين:
- جودينو، جينيفر؛ أور، ريتشارد؛ روس، ديفيد (2007)، النماذج الرياضية للساعات المائية (PDF)، معهد روتشستر للتكنولوجيا
- لاندلز، جون ج. (1979). "الساعات المائية وقياس الوقت في العصور الكلاسيكية القديمة". إنديفور. ج. 3 ع. 1: 32-37. DOI:10.1016/0160-9327(79)90007-3. ISSN:0160-9327.
- ميلز، أ. أ. (1982). "ساعات نيوتن المائية وميكانيكا الموائع في الساعة المائية". ملاحظات وسجلات الجمعية الملكية بلندن. ج. 37 ع. 1: 35-61. DOI:10.1098/rsnr.1982.0004. ISSN:0035-9149. JSTOR:531476. S2CID:145355791.
- نيوجيباور، أوتو (1969) [1957]. العلوم الدقيقة في العصور القديمة (ط2). منشورات دوفر. ج.9. ص.1–191. ردمك:978-0-486-22332-2. بميد:14884919. قالب:استشهاد بكتاب تُجري: |صحيفة=جوهل (مساعدة)
- سارما، س. ر. (٢٠٠٤). "إعداد الساعة المائية لتحديد وقت الزواج". في: تش. بورنيت؛ ج. ب. هوجندايك؛ ك. بلوفكر؛ م. يانو (المحررون). دراسات في تاريخ العلوم الدقيقة تكريمًا لديفيد بينجري. ليدن: بريل. ص. ٣٠٢-٣٣٠. ISBN ٩٧٨-٩٠٠٤١٣٢٠٢٣.
- سنيل، دانيال (١٩٩٧). الحياة في الشرق الأدنى القديم، ٣١٠٠-٣٣٢ قبل الميلاد. مطبعة جامعة ييل. ISBN ٠-٣٠٠-٠٧٦٦٦-٥.